# Lijst van personen uit Batavia
Deze lijst geeft een chronologisch overzicht van personen die geboren of gestorven zijn in de Indonesische (voormalig Nederlands-Indische) stad Batavia.

## Geboren in Batavia

### Voor 1900

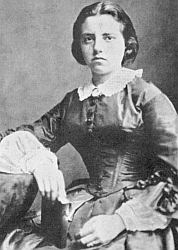
Avonturierster en filantrope Jeanne Merkus (1839-1897)

- Pieter Mijer (1812-1881), Nederlands politicus: minister van Koloniën en Gouverneur-Generaal van Nederlands-Indië (1866-1872)
- Hippolyte Visart de Bocarmé (1818-1851), Belgisch edelman
- Levinus Wilhelmus Christiaan Keuchenius (1822-1893), advocaat en politicus
- Lambertus Eduard Lenting (1822-1881), politicus
- Sicco Roorda van Eysinga (1825-1887), ingenieur, publicist en vrijdenker
- Karel van der Heijden (1826-1900), generaal
- Jeanne Merkus (1839-1897), avonturierster en filantrope
- Willem Matthias d'Ablaing (1851-1889), hoogleraar
- Dirk van Haren Noman (1854-1896), medicus
- Arie de Jong (1865-1957), Nederlands arts en hervormer van de kunsttaal Volapük
- Elisabeth Couperus-Baud (1867-1960), Nederlands vertaalster, echtgenote van de schrijver Louis Couperus
- Louise Jama-van Raders (1871-1946), schilderes
- Arthur van Schendel (1874-1946), schrijver
- Attie Dyserinck 1876-1942), onderwijzeres, schilderes en componiste
- Eddy de Neve (1885-1943), voetballer
- Pieter Emiel Keuchenius (1886-1950), bioloog en nationaalsocialistisch publicist
- Pieter Groeneveldt (1889-1982), kunstenaar, keramist, dichter en aardewerkfabrikant
- Peter Landberg (1891-1962), ingenieur
- Jet Haak (1894-1944), verzetsvrouw

### 1900–1909
- Huibert Boumeester (1900-1959), roeier
- George Uhlenbeck (1900-1988), Nederlands-Amerikaans natuurkundige
- P.J. Bouman (1902-1977), socioloog, geschiedschrijver en hoogleraar
- Rein van Bemmelen (1904-1983), geoloog
- Jan Willem Hugo Lambach (1909-1972), natuurkundig ingenieur en vliegtuigbouwer
- Nettie de Man (1909-1993), kunstschilder, tekenaar, textielkunstenaar en poppenmaker

### 1910–1919

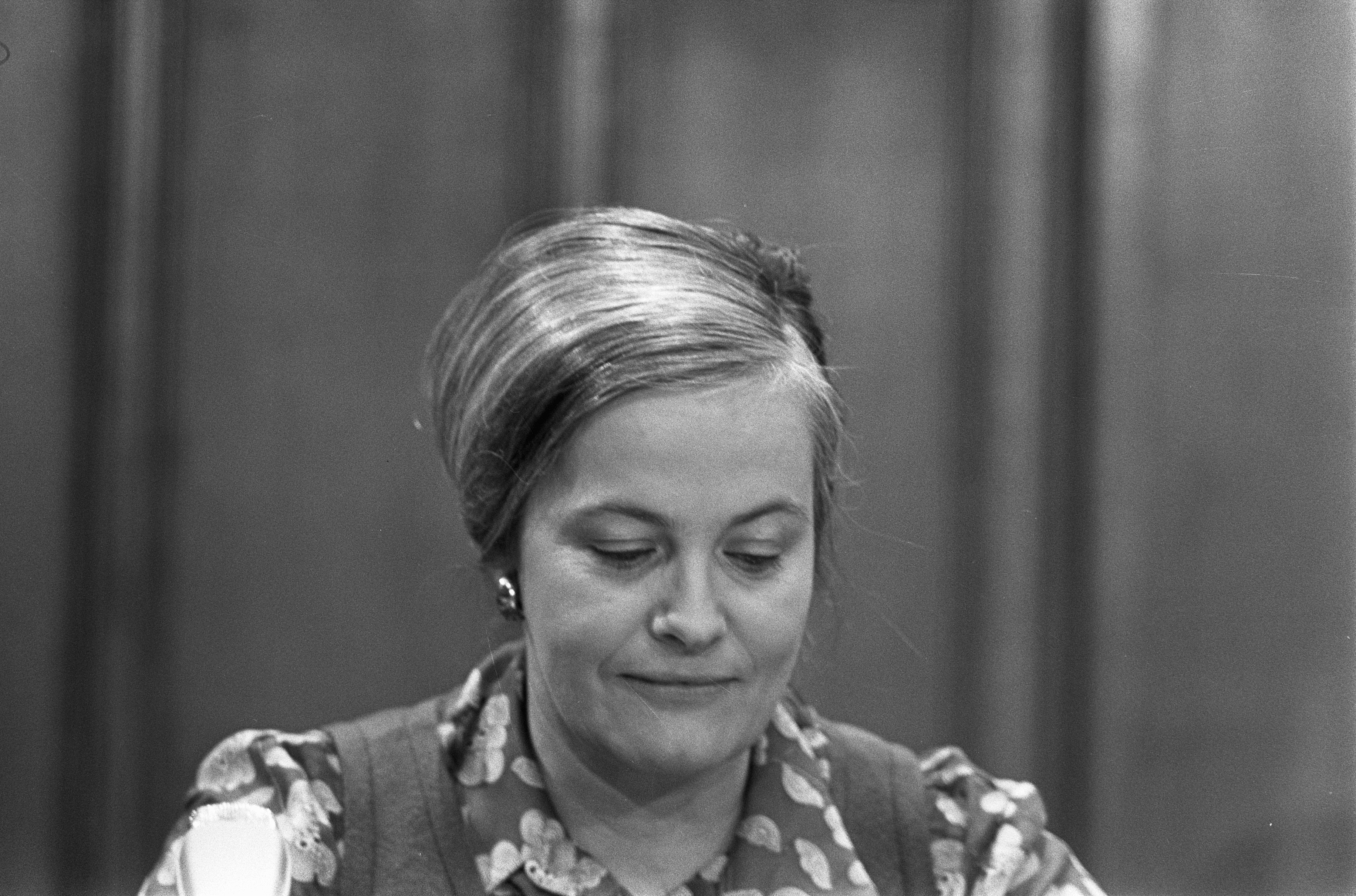
Schrijfster Hella Haasse (1918-2011)

- Casper ter Galestin (1912-1944), verzetsstrijder
- Caro van Eyck (1915-1979), actrice
- Corrie Laddé (1915-1996), zwemster
- Willem Berkhemer (1917-1998), beeldhouwer
- Hans Bierhuijs (1918-1941), verzetsstrijder
- Hella Haasse (1918-2011), schrijfster
- André Hissink (1919-2024), Nederlands oorlogsveteraan
- Flip Winckel (1919-2009), Engelandvaarder

### 1920–1929

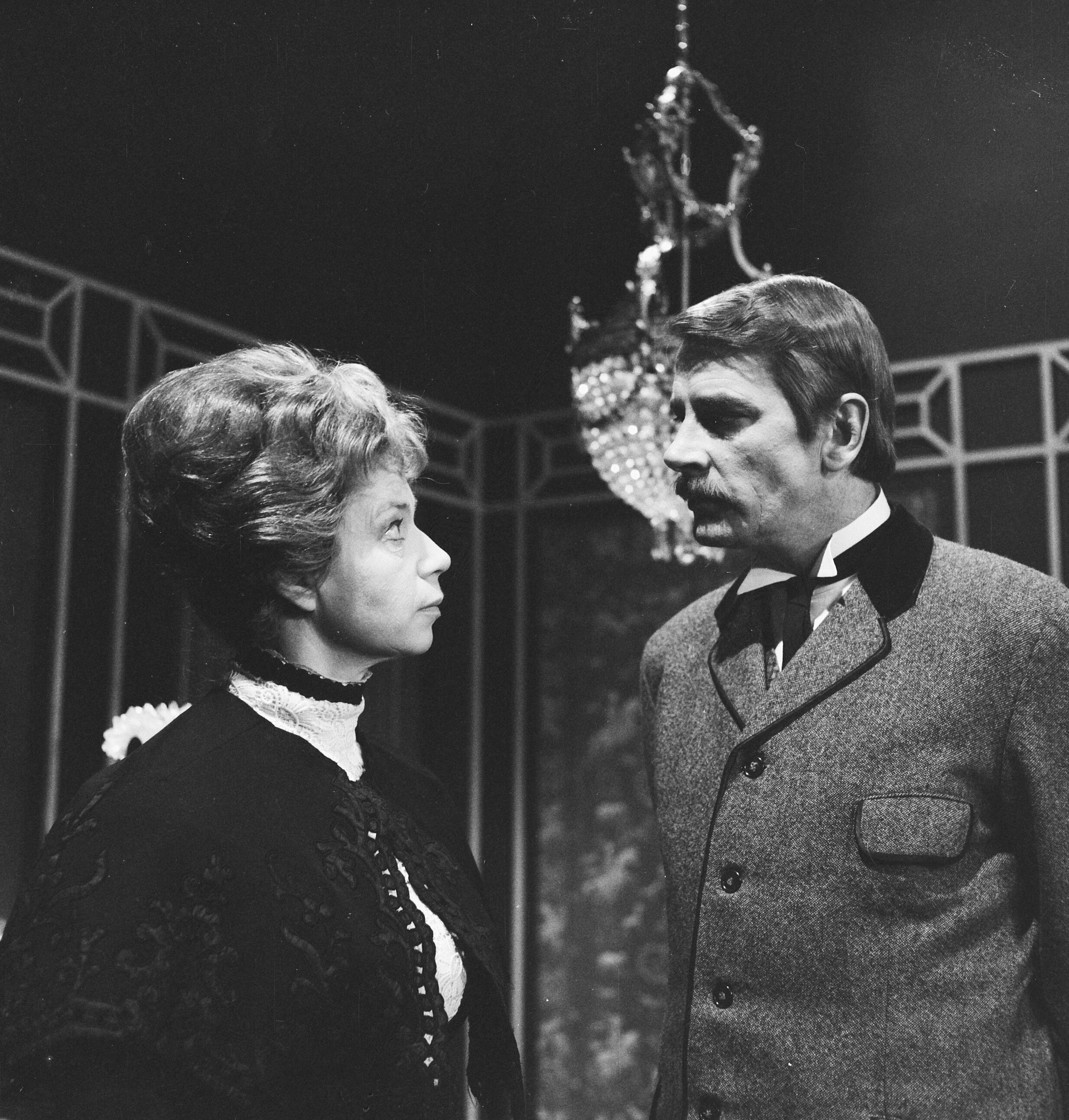
Acteur Ton Lensink (r) (1922-1997)

- Jan Glastra van Loon (1920-2001), politicus
- Rudi Bierman (1921-1972), kunstenaar
- Ilse Werner (1921-2005), Duits actrice
- Hanny Bouman (1922-2024), balletdanseres en balletmeester
- Pim de Bruyn Kops (1922-2008), Engelandvaarder en oorlogsheld
- Ton Lensink (1922-1997), acteur
- Chris van Oosterzee (1922-1989), Engelandvaarder
- Frans Tutuhatunewa (1923-2016), president RMS
- Peter Pennink (1924-2007), hoogleraar en architect
- Jack Chandu (1925-1994), astroloog, grafoloog, hypnotiseur en handleeskundige
- Gerda van den Bosch (1929-2021), beeldhouwster
- Toos Faber-de Heer (1929-2020), journaliste en justitievoorlichtster
- Rob Slotemaker (1929-1979), auto- en rallycoureur

### 1930–1939

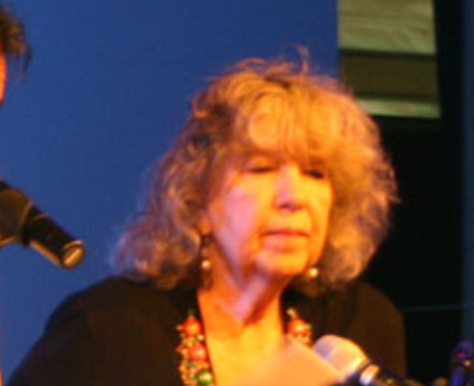
Schrijfster Helga Ruebsamen (1934-2016)

- Tonke Dragt (1930-2024), schrijfster
- Michel van Hulten (1930), staatssecretaris
- Ingeborg Uyt den Boogaard (1930-2021), actrice
- Yvonne Keuls (1931), schrijfster
- Elly Ruimschotel (1931-2000), actrice, kleinkunstenares en dramaturge
- Jan Willem van Vugt (1931-1985), illustrator, politiek tekenaar en cartoonist
- Carel Jan Schneider (1932-2011), schrijver
- Helga Ruebsamen (1934-2016), schrijfster
- Eric Schneider (1934-2022), acteur
- Anne-Ruth Wertheim (1934), docent, activist, publicist
- Mischa de Vreede (1936-2020), dichteres en schrijfster
- Gerard Wallis de Vries (1936-2018), ambtenaar, bestuurder, omroepvoorzitter en politicus
- Rob Agerbeek (1937-2023), jazzpianist
- Ben Bot (1937), diplomaat en minister
- Rutger van Randwijck (1937), procureur-generaal
- Fred van Dorp (1938-2023), waterpolospeler
- Joop van Tijn (1938-1997), journalist

### 1940–1949
- Jeroen Brouwers (1940-2022), schrijver
- Hugo Ferrol (1940-2015), crimineel.
- Anja Latenstein van Voorst-Woldringh (1940), politica
- Philip van Tijn (1940-2025),  journalist, ambtenaar en bestuurder
- Taco Kuiper (1941-2004), onderzoeksjournalist en naamgever van de Taco Kuiper Award
- Rody Rijnders (1941-2018), roeier, winnaar olympische medaille
- Ruud de Wolff (1941-2000), gitarist, zanger (The Blue Diamonds)
- Boudewijn de Groot (1944), zanger
- Eddy van der Roer (1946), voetballer

## Overleden in Batavia

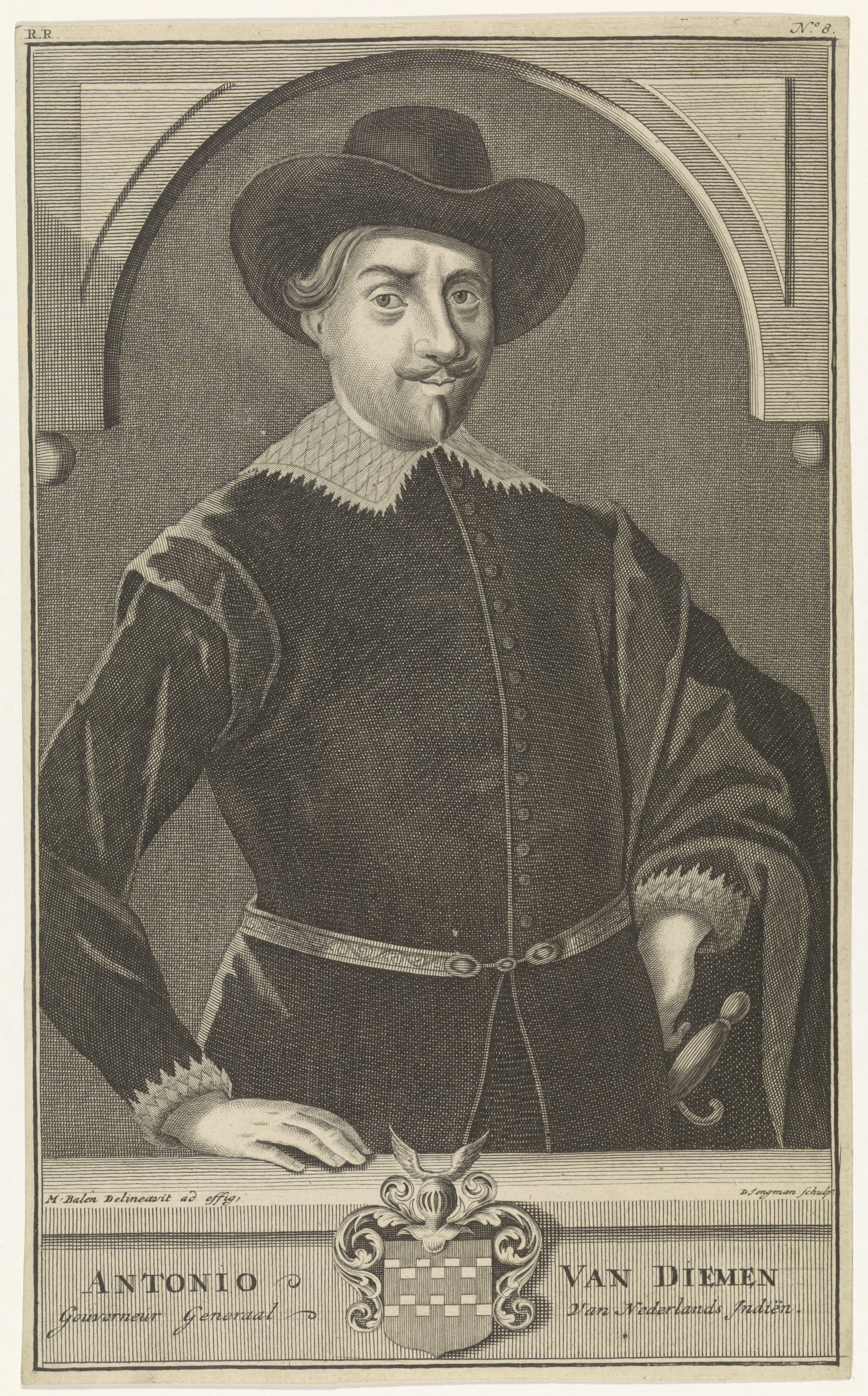
Gouverneur-generaal Antonio van Diemen (1593-1645)

### 1600–1699
- Antonio van Diemen (1593-1645), gouverneur-generaal
- Carel Reyniersz (1604-1653), gouverneur-generaal
- Abel Tasman (1603-1659), ontdekkingsreiziger
- Jan van Riebeeck (1619-1677), stichter van de eerste Europese kolonie in Zuid-Afrika
- Joan Maetsuycker (1606-1678), gouverneur-generaal
- Cornelis Speelman (1628-1684), gouverneur-generaal
- Johannes Camphuys (1634-1695), gouverneur-generaal

### 1700–1799
- Abraham van Riebeeck (1653-1713), gouverneur-generaal
- Abraham Alewijn (1664-1721), jurist, toneelschrijver, dichter
- Samuel van der Putte (1690-1745), ontdekkingsreiziger
- Gustaaf Willem van Imhoff (1705-1750), gouverneur-generaal
- Jacob Mossel (1704-1761), gouverneur-generaal
- Johan Maurits Mohr (1716-1775), Nederlands-Duitse predikant en astronoom

### 1800–1949
- Bertha Hoola van Nooten (1817-1892), onderwijzeres, illustratrice en botanica
- Isidore van Kinsbergen (1821-1905), fotograaf, acteur en schilder
- Gerardus Johannes Berenschot (1887-1941), luitenant-generaal
- Marius Crans (1917-1945), KNIL-officier
- Simon Spoor (1902-1949), generaal